# خودخواری

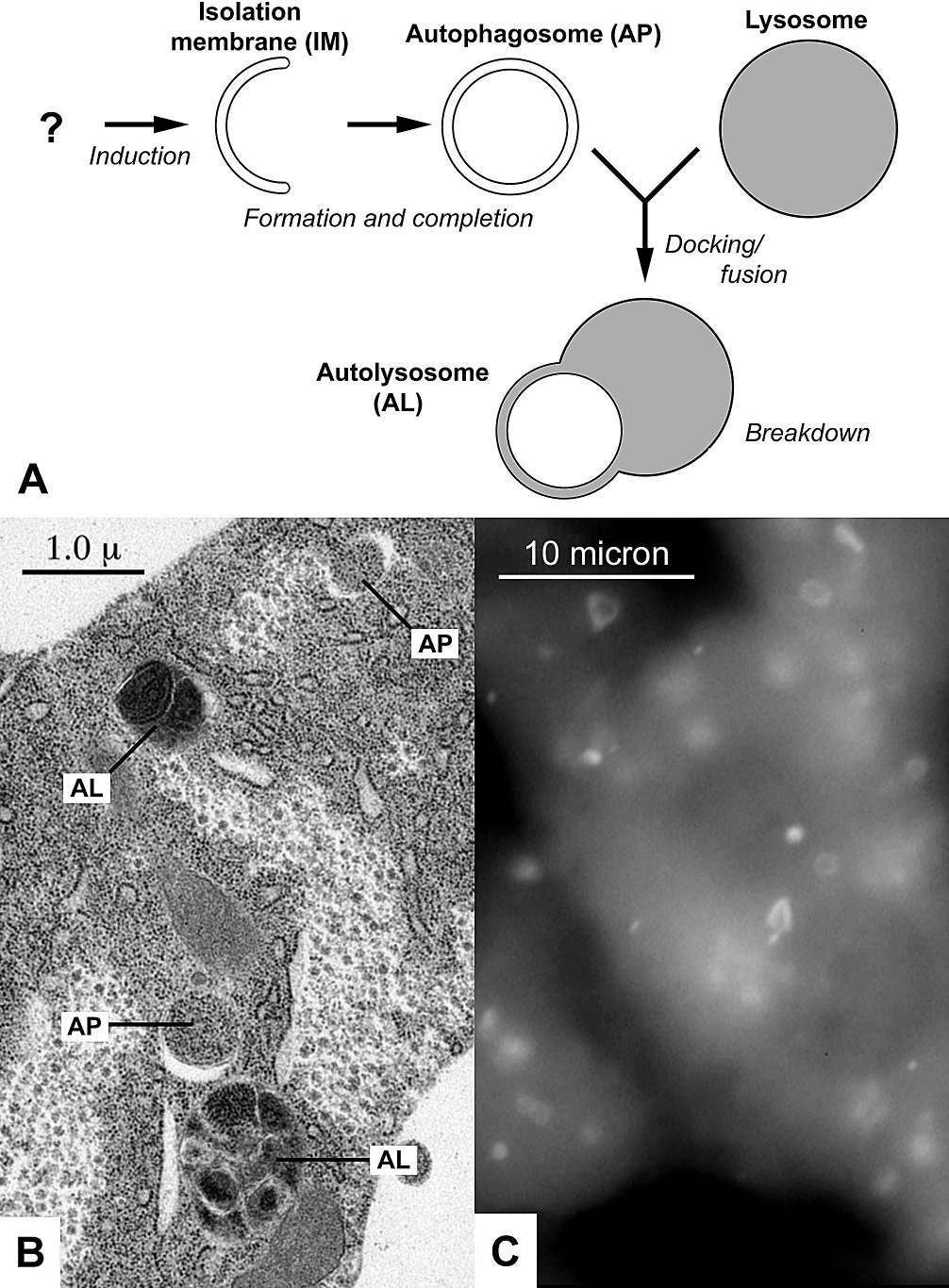
(A) نمودار اتوفاژی، که ساختارهای اتوفاگوزوم (AP) و اتولیزوزوم (AL) را تولید می‌کند. (B) تصویر میکروسکوپ الکترونی از ساختارهای اتوفاژی AP و AL در بافت چربی لارو مگس میوه. (C) در این تصویر پدیدهٔ خودخواری در سلول‌های کبد موش گرسنه، نشان‌دار شده.

خودخواری یا اتوفاژی (انگلیسی: Autophagy یا انگلیسی: Autophagocytosis؛ از زبان یونانی باستان αὐτόφαγος، به‌معنی «خویشتن‌خوار» و κύτος، به‌معنی «توخالی»)، فرایند طبیعی و حفاظت‌شدهٔ تخریب سلول است که اجزای غیرضروری یا ناکارآمد را از طریق یک سازوکار تنظیم‌شده وابسته به لیزوزوم حذف می‌کند. این فرایند امکان تخریب منظم و بازیافت اجزای سلولی را فراهم می‌سازد. اگرچه در ابتدا به عنوان یک مسیر تخریب بدوی شناخته می‌شد که برای محافظت در برابر گرسنگی القا می‌شود، اما به طور فزاینده‌ای روشن شده است که اتوفاژی نقش مهمی در هومئوستازی سلول‌های غیر گرسنه نیز ایفا می‌کند. نقص در اتوفاژی با بیماری‌های مختلف انسانی، از جمله تخریب عصبی و سرطان مرتبط است، و علاقه به تعدیل اتوفاژی به عنوان یک درمان بالقوه برای این بیماری‌ها به سرعت افزایش یافته است.
چهار شکل اتوفاژی شناسایی شده است: ماکرواتوفاژی، میکرواتوفاژی، اتوفاژی با واسطه شپرون (CMA) و کرینوفاژی. در ماکرواتوفاژی (شکل کاملاً تحقیق‌شدهٔ اتوفاژی)، اجزای سیتوپلاسمی (مانند میتوکندری‌ها) هدف قرار گرفته و از بقیه سلول در داخل یک وزیکول دوغشایی به نام اتوفاگوزوم جدا می‌شوند، که به مرور زمان با یک لیزوزوم موجود ادغام می‌شود، فرایند تخصصی مدیریت و دفع زباله خود را به ارمغان می‌آورد. و در نهایت محتویات وزیکول (که اکنون اتولیزوزوم نامیده می‌شود) تخریب و بازیافت می‌شوند. در کرینوفاژی (کمترین شکل شناخته‌شده و تحقیق‌شدهٔ اتوفاژی)، گرانول‌های ترشحی غیرضروری تخریب و بازیافت می‌شوند.
در بیماری، اتوفاژی به عنوان یک پاسخ سازگارانه به استرس تلقی شده است که بقای سلول را تقویت می‌کند. اما در موارد دیگر، به نظر می‌رسد که مرگ و بیماری سلولی را تقویت می‌کند. در حالت شدید گرسنگی، تجزیه اجزای سلولی با حفظ سطح انرژی سلولی، بقای سلولی را تقویت می‌کند.
کلمه "اتوفاژی" از اواسط قرن نوزدهم وجود داشته و به طور مکرر استفاده می‌شده است. در کاربرد امروزی، اصطلاح اتوفاژی توسط زیست‌شیمی‌دان بلژیکی، کریستین دو دوو در سال ۱۹۶۳ بر اساس کشف عملکردهای لیزوزوم ابداع شد. شناسایی ژن‌های مرتبط با اتوفاژی در مخمر در دهه ۱۹۹۰ به محققان اجازه داد تا مکانیسم‌های اتوفاژی را استنتاج کنند، که در نهایت منجر به اهدای جایزه نوبل فیزیولوژی یا پزشکی سال ۲۰۱۶ به محقق ژاپنی، یوشینوری اسومی شد.

## تاریخچه
اتوفاژی برای اولین بار توسط کیت آر. پورتر و شاگردش توماس اشفورد در مؤسسه راکفلر مشاهده شد. در ژانویه ۱۹۶۲، آنها افزایش تعداد لیزوزوم‌ها را در سلول‌های کبد موش صحرایی پس از افزودن گلوکاگون گزارش کردند و اینکه برخی از لیزوزوم‌های جابجا شده به سمت مرکز سلول حاوی سایر اندامک‌های سلولی مانند میتوکندری بودند. آنها این را اتولیز به نام کریستین دو دوو و الکس بی. نوویکوف نامیدند. با این حال، پورتر و اشفورد به اشتباه داده‌های خود را به عنوان تشکیل لیزوزوم تفسیر کردند (نادیده گرفتن اندامک‌های از پیش موجود). آنها تصور می‌کردند که لیزوزوم‌ها نمی‌توانند اندامک‌های سلولی باشند، بلکه بخشی از سیتوپلاسم مانند میتوکندری هستند و آنزیم‌های هیدرولیتیک توسط میکروبادی‌ها تولید می‌شوند. در سال ۱۹۶۳، هروبان، اسپارگو و همکارانش شرح دقیق فوق ساختاری از "تخریب سیتوپلاسمی کانونی" را منتشر کردند که به یک مطالعه آلمانی در سال ۱۹۵۵ در مورد جداسازی ناشی از آسیب اشاره داشت. هروبان، اسپارگو و همکارانش سه مرحله پیوسته از بلوغ سیتوپلاسم جداشده به لیزوزوم‌ها را تشخیص دادند و اینکه این فرایند محدود به حالات آسیب نیست که تحت شرایط فیزیولوژیکی برای "استفاده مجدد از مواد سلولی" و "دفع اندامک‌ها" در طول تمایز عمل می‌کنند. دو دوو با الهام از این کشف، این پدیده را "اتوفاژی" نامید. برخلاف پورتر و اشفورد، دو دوو این اصطلاح را به عنوان بخشی از عملکرد لیزوزومی در نظر گرفت در حالی که نقش گلوکاگون را به عنوان یک القاکننده اصلی تخریب سلولی در کبد توصیف می‌کرد. او با شاگردش راسل دتر، ثابت کرد که لیزوزوم‌ها مسئول اتوفاژی ناشی از گلوکاگون هستند. این اولین باری بود که این واقعیت که لیزوزوم‌ها محل اتوفاژی داخل سلولی هستند، ثابت شد.
در دهه ۱۹۹۰، چندین گروه از دانشمندان به طور مستقل ژن‌های مرتبط با اتوفاژی را با استفاده از مخمر جوانه‌زن کشف کردند. به ویژه، یوشینوری اسومی و مایکل توم اتوفاژی غیرانتخابی ناشی از گرسنگی را بررسی کردند؛ در همین حال، دانیل جی. کلیونسکی مسیر هدف‌گیری سیتوپلاسم به واکوئل (CVT) را کشف کرد که نوعی اتوفاژی انتخابی است. آنها به زودی دریافتند که در واقع از زوایای مختلف به یک مسیر اساسی نگاه می‌کنند. در ابتدا، ژن‌های کشف شده توسط این و سایر گروه‌های مخمر، نام‌های مختلفی (APG، AUT، CVT، GSA، PAG، PAZ و PDD) داده شد. در سال ۲۰۰۳، محققان مخمر از نامگذاری یکپارچه برای استفاده از ATG برای نشان دادن ژن‌های اتوفاژی حمایت کردند. جایزه نوبل فیزیولوژی یا پزشکی سال ۲۰۱۶ به یوشینوری اسومی اهدا شد، اگرچه برخی اشاره کرده‌اند که اگر فقط یک دریافت‌کننده جایزه وجود داشته باشد، باید اسومی باشد، اما این جایزه می‌توانست فراگیرتر باشد.
زمینه تحقیقات اتوفاژی در آغاز قرن بیست و یکم رشد سریعی را تجربه کرد. دانش ژن‌های ATG ابزارهای راحت‌تری را برای دانشمندان فراهم کرد تا عملکردهای اتوفاژی را در سلامت و بیماری انسان تشریح کنند. در سال ۱۹۹۹، یک کشف برجسته که اتوفاژی را به سرطان مرتبط می‌کرد، توسط گروه بت لوین منتشر شد. تا به امروز، رابطه بین سرطان و اتوفاژی همچنان موضوع اصلی تحقیقات اتوفاژی است. نقش‌های اتوفاژی در تخریب عصبی و دفاع ایمنی نیز توجه قابل توجهی را به خود جلب کرده است. در سال ۲۰۰۳، اولین کنفرانس تحقیقاتی گوردون در مورد اتوفاژی در واترویل برگزار شد. در سال ۲۰۰۵، دانیل جی کلیونسکی اتوفاژی، یک مجله علمی اختصاص داده شده به این زمینه را راه‌اندازی کرد. اولین سمپوزیوم کیستون در مورد اتوفاژی در سال ۲۰۰۷ در مونتری برگزار شد. در سال ۲۰۰۸، کارول ای مرسر یک پروتئین فیوژن BHMT (GST-BHMT) ایجاد کرد، که نشان داد قطعه‌قطعه شدن خاص سایت ناشی از گرسنگی در رده‌های سلولی دارد. تخریب بتائین هموسیستئین متیل ترانسفراز (BHMT)، یک آنزیم متابولیک، می‌تواند برای ارزیابی شار اتوفاژی در سلول‌های پستانداران استفاده شود.
ماکرو، میکرو و اتوفاژی با واسطه شپرون توسط ژن‌های مرتبط با اتوفاژی و آنزیم‌های مرتبط با آنها انجام می‌شود. ماکرواتوفاژی سپس به اتوفاژی حجیم و انتخابی تقسیم می‌شود. در اتوفاژی انتخابی، اتوفاژی اندامک‌ها وجود دارد؛ میتوفاژی، لیپوفاژی، پگزوفاژی، کلروفاژی، ریبوفاژی و غیره.
ماکرواتوفاژی مسیر اصلی است که عمدتاً برای ریشه‌کن کردن اندامک‌های سلولی آسیب‌دیده یا پروتئین‌های استفاده‌نشده استفاده می‌شود. ابتدا فاگوفور ماده‌ای را که نیاز به تخریب دارد، در بر می‌گیرد، که یک غشای دوگانه به نام اتوفاگوزوم در اطراف اندامک نشان‌دار شده برای تخریب تشکیل می‌دهد. سپس اتوفاگوزوم از طریق سیتوپلاسم سلول به یک لیزوزوم در پستانداران یا واکوئل در مخمر و گیاهان حرکت می‌کند، و این دو اندامک با هم ادغام می‌شوند. در داخل لیزوزوم/واکوئل، محتویات اتوفاگوزوم از طریق هیدرولاز اسیدی لیزوزومی تخریب می‌شوند.
میکرواتوفاژی، از طرف دیگر، شامل بلع مستقیم مواد سیتوپلاسمی به داخل لیزوزوم است. این امر از طریق فرورفتگی، به معنای تاشدگی رو به داخل غشای لیزوزومی، یا برآمدگی سلولی رخ می‌دهد.
اتوفاژی با واسطه شپرون، یا CMA، یک مسیر بسیار پیچیده و خاص است، که شامل شناسایی توسط کمپلکس حاوی hsc70 است. این بدان معناست که یک پروتئین باید حاوی محل شناسایی برای این کمپلکس hsc70 باشد که به آن اجازه می‌دهد به این شپرون متصل شود و کمپلکس CMA- سوبسترا/شپرون را تشکیل دهد. سپس این کمپلکس به پروتئین متصل به غشای لیزوزومی حرکت می‌کند که گیرنده CMA را تشخیص داده و به آن متصل می‌شود. پس از شناسایی، پروتئین سوبسترا باز شده و با کمک شپرون لیزوزومی hsc70 از غشای لیزوزوم عبور می‌کند. CMA به طور قابل توجهی با سایر انواع اتوفاژی متفاوت است زیرا مواد پروتئینی را به صورت تک به تک منتقل می‌کند و در مورد اینکه چه موادی از سد لیزوزومی عبور می‌کنند بسیار انتخابی است.
میتوفاژی تخریب انتخابی میتوکندری توسط اتوفاژی است. اغلب برای میتوکندری‌های معیوب پس از آسیب یا استرس رخ می‌دهد. میتوفاژی گردش میتوکندری‌ها را تقویت می‌کند و از تجمع میتوکندری‌های ناکارآمد که می‌تواند منجر به تخریب سلولی شود، جلوگیری می‌کند. این فرایند توسط Atg32 (در مخمر) و NIX و تنظیم‌کننده آن BNIP3 در پستانداران انجام می‌شود. میتوفاژی توسط پروتئین‌های PINK1 و پارکین تنظیم می‌شود. وقوع میتوفاژی محدود به میتوکندری‌های آسیب‌دیده نیست، بلکه شامل میتوکندری‌های سالم نیز می‌شود.
لیپوفاژی تخریب لیپیدها توسط اتوفاژی است، عملکردی که نشان داده شده است هم در سلول‌های حیوانی و هم در سلول‌های قارچی وجود دارد. با این حال، نقش لیپوفاژی در سلول‌های گیاهی هنوز مبهم است. در لیپوفاژی، هدف ساختارهای لیپیدی به نام قطره لیپیدی (LDs)، "اندامک‌های" کروی با هسته‌ای عمدتاً از تری آسیل گلیسرول‌ها (TAGs) و یک لایه منفرد از فسفولیپیدها و پروتئین‌های غشایی هستند. در سلول‌های حیوانی، مسیر اصلی لیپوفاژی از طریق بلع LDs توسط فاگوفور، ماکرواتوفاژی است. از سوی دیگر، در سلول‌های قارچی، میکرولیپوفاژی مسیر اصلی را تشکیل می‌دهد و به ویژه در مخمر جوانه‌زن ساکارومایسس سرویزیه به خوبی مورد مطالعه قرار گرفته است. لیپوفاژی برای اولین بار در موش‌ها کشف و در سال ۲۰۰۹ منتشر شد.

## تعامل هدفمند بین پاتوژن‌های باکتریایی و اتوفاژی میزبان
اتوفاژی پروتئین‌های جنس-ویژه را هدف قرار می‌دهد، بنابراین پروتئین‌های ارتوگوس که همولوژی توالی با یکدیگر دارند، به عنوان سوبسترا توسط یک پروتئین هدف‌گیری اتوفاژی خاص شناخته می‌شوند. مکمل بودن پروتئین‌های هدف‌گیری اتوفاژی وجود دارد که به طور بالقوه خطر عفونت را در صورت جهش افزایش می‌دهد. عدم همپوشانی بین اهداف ۳ پروتئین اتوفاژی و همپوشانی بزرگ از نظر جنس نشان می‌دهد که اتوفاژی می‌تواند مجموعه‌های مختلفی از پروتئین‌های باکتریایی را از یک پاتوژن هدف قرار دهد. از یک طرف، افزونگی در هدف قرار دادن جنس‌های مشابه برای تشخیص قوی پاتوژن مفید است. اما از سوی دیگر، مکمل بودن در پروتئین‌های باکتریایی خاص می‌تواند میزبان را در صورت جهش ژن کدکننده یکی از پروتئین‌های هدف‌گیری اتوفاژی و اضافه بار سیستم اتوفاژی یا رنج بردن از سایر اختلالات، مستعدتر به اختلالات مزمن و عفونت‌ها کند. علاوه بر این، اتوفاژی فاکتورهای ویرولانس را هدف قرار می‌دهد و فاکتورهای ویرولانس مسئول عملکردهای کلی‌تر مانند جذب مواد مغذی و تحرک توسط پروتئین‌های هدف‌گیری اتوفاژی متعدد شناخته می‌شوند. و فاکتورهای ویرولانس تخصصی مانند اتولیزین‌ها و پروتئین‌های جداسازی آهن به طور بالقوه به طور منحصر به فرد توسط یک پروتئین هدف‌گیری اتوفاژی واحد شناخته می‌شوند. پروتئین‌های اتوفاژی CALCOCO2/NDP52 و MAP1LC3/LC3 ممکن است به طور خاص برای هدف قرار دادن پاتوژن‌ها یا پروتئین‌های بیماری‌زا برای تخریب اتوفاژی تکامل یافته باشند. در حالی که SQSTM1/p62 پروتئین‌های باکتریایی کلی‌تر حاوی یک موتیف هدف را هدف قرار می‌دهد، اما مربوط به ویرولانس نیست.
از سوی دیگر، پروتئین‌های باکتریایی از جنس‌های بیماری‌زای مختلف نیز قادر به تعدیل اتوفاژی هستند. الگوهای جنس-ویژه در مراحل اتوفاژی وجود دارد که به طور بالقوه توسط یک گروه پاتوژن خاص تنظیم می‌شوند. برخی از مراحل اتوفاژی فقط می‌توانند توسط پاتوژن‌های خاص تعدیل شوند، در حالی که برخی از مراحل توسط جنس‌های پاتوژن متعدد تعدیل می‌شوند. برخی از پروتئین‌های باکتریایی مرتبط با تعامل دارای فعالیت پروتئولیتیک و پس از ترجمه مانند فسفوریلاسیون و یوبیکوییتیناسیون هستند و می‌توانند در فعالیت پروتئین‌های اتوفاژی تداخل ایجاد کنند.

## زیست‌شناسی مولکولی
ATG مخفف "AuTophaGy"-related است، که هم برای ژن‌ها و هم برای پروتئین‌های مرتبط با فرایند بیولوژیکی اتوفاژی به کار می‌رود. حدود ۱۶-۲۰ ژن ATG حفاظت‌شده وجود دارد که برای بسیاری از پروتئین‌های هسته ATG که از مخمر تا انسان حفظ شده‌اند، کدگذاری می‌کنند. ATG ممکن است بخشی از نام پروتئین باشد (مانند ATG7) یا بخشی از نام ژن باشد (مانند ATG7)، اگرچه همه پروتئین‌ها و ژن‌های ATG از این الگو پیروی نمی‌کنند (مانند ULK1).
به عنوان مثال‌های خاص، آنزیم UKL1 (کمپلکس کیناز) بیوژنز اتوفاگوزوم را القا می‌کند، و ATG13 (پروتئین مرتبط با اتوفاژی 13) برای تشکیل فاگوزوم مورد نیاز است.
اتوفاژی توسط ژن‌های ATG اجرا می‌شود. قبل از سال ۲۰۰۳، ده یا چند نام استفاده می‌شد، اما پس از این نقطه، یک نامگذاری یکپارچه توسط محققان اتوفاژی قارچی ابداع شد. اولین ژن‌های اتوفاژی توسط غربالگری‌های ژنتیکی انجام شده در ساکارومایسس سرویزیه شناسایی شدند. پس از شناسایی آنها، این ژن‌ها از نظر عملکرد مشخص شدند و ارتولوگ‌های آنها در انواع مختلفی از موجودات مختلف شناسایی و مورد مطالعه قرار گرفتند. امروزه، سی و شش پروتئین Atg به عنوان پروتئین‌های بسیار مهم برای اتوفاژی طبقه‌بندی شده‌اند که ۱۸ تای آنها به ماشین‌آلات هسته تعلق دارند.
در پستانداران، حس اسید آمینه و سیگنال‌های اضافی مانند فاکتورهای رشد و گونه‌های فعال اکسیژن فعالیت پروتئین کینازها mTOR و AMPK را تنظیم می‌کنند. این دو کیناز اتوفاژی را از طریق فسفوریلاسیون مهاری کینازهای Unc-51-like ULK1 و ULK2 (همولوگ‌های پستانداران Atg1) تنظیم می‌کنند. القای اتوفاژی منجر به دفسفوریلاسیون و فعال شدن کینازهای ULK می‌شود. ULK بخشی از یک کمپلکس پروتئینی است که حاوی Atg13، Atg101 و FIP200 است. ULK بکلین-۱ (همولوگ پستانداران Atg6) را فسفریله و فعال می‌کند، که آن هم بخشی از یک کمپلکس پروتئینی است. کمپلکس Beclin-1 القاکننده اتوفاژی حاوی پروتئین‌های PIK3R4(p150)، Atg14L و کیناز فسفاتیدیل اینوزیتول 3-فسفات کلاس III (PI(3)K) Vps34 است. کمپلکس‌های فعال ULK و Beclin-1 به محل شروع اتوفاگوزوم، فاگوفور، تغییر مکان می‌دهند، جایی که هر دو به فعال‌سازی اجزای اتوفاژی پایین‌دست کمک می‌کنند.
هنگامی که VPS34 فعال شد، لیپید فسفاتیدیل اینوزیتول را برای تولید فسفاتیدیل اینوزیتول 3-فسفات (PtdIns(3)P) روی سطح فاگوفور فسفریله می‌کند. PtdIns(3)P تولید شده به عنوان یک نقطه اتصال برای پروتئین‌های حامل یک موتیف اتصال PtdIns(3)P استفاده می‌شود. اخیراً نشان داده شده است که WIPI2، یک پروتئین اتصال PtdIns(3)P از خانواده پروتئین WIPI (پروتئین تکرارشونده WD که با فسفواینوزیتیدها تعامل دارد)، به طور فیزیکی به ATG16L1 متصل می‌شود. Atg16L1 عضوی از یک کمپلکس پروتئینی E3-like است که در یکی از دو سیستم کونژوگاسیون یوبیکوییتین-مانند ضروری برای تشکیل اتوفاگوزوم نقش دارد. غشاهای مشتق‌شده از FIP200 cis-Golgi با غشاهای اندوزومی مثبت ATG16L1 ادغام می‌شوند تا پروفاگوفور به نام HyPAS (ساختار پیش از اتوفاگوزومی هیبریدی) را تشکیل دهند. اتصال ATG16L1 به WIPI2 فعالیت ATG16L1 را واسطه می‌کند. این امر منجر به تبدیل پایین‌دست پروفاگوفور به فاگوفور مثبت ATG8 از طریق یک سیستم کونژوگاسیون یوبیکوییتین-مانند می‌شود.
اولین سیستم کونژوگاسیون یوبیکوییتین-مانند دخیل در اتوفاژی، پروتئین یوبیکوییتین-مانند Atg12 را به طور کووالانسی به Atg5 متصل می‌کند. سپس پروتئین مزدوج حاصل به ATG16L1 متصل می‌شود تا یک کمپلکس E3-like تشکیل دهد که به عنوان بخشی از سیستم کونژوگاسیون یوبیکوییتین-مانند دوم عمل می‌کند. این کمپلکس Atg3 را متصل و فعال می‌کند، که همولوگ‌های پستانداران پروتئین مخمر یوبیکوییتین-مانند ATG8 (LC3A-C، GATE16 و GABARAPL1-3)، که مورد مطالعه‌ترین آنها پروتئین‌های LC3 هستند، را به لیپید فسفاتیدیل اتانول آمین (PE) روی سطح اتوفاگوزوم‌ها متصل می‌کند. LC3 لیپیدی‌شده به بسته شدن اتوفاگوزوم‌ها کمک می‌کند، و اتصال بارهای خاص و پروتئین‌های آداپتور مانند Sequestosome-1/p62 را امکان‌پذیر می‌سازد. سپس اتوفاگوزوم تکمیل‌شده از طریق عملکرد پروتئین‌های متعدد، از جمله SNAREs و UVRAG با یک لیزوزوم ادغام می‌شود. پس از ادغام، LC3 در سمت داخلی وزیکول حفظ شده و همراه با بار تخریب می‌شود، در حالی که مولکول‌های LC3 متصل به سمت بیرونی توسط Atg4 جدا شده و بازیافت می‌شوند. محتویات اتولیزوزوم متعاقباً تخریب می‌شوند و بلوک‌های ساختمانی آنها از طریق عملکرد پرمئازها از وزیکول آزاد می‌شوند.
سرتوئین 1 (SIRT1) اتوفاژی را با جلوگیری از استیلاسیون پروتئین‌ها (از طریق داستیلاسیون) مورد نیاز برای اتوفاژی تحریک می‌کند، همانطور که در سلول‌های کشت‌شده و بافت‌های جنینی و نوزادی نشان داده شده است. این عملکرد پیوندی بین بیان سرتوئین و پاسخ سلولی به مواد مغذی محدود به دلیل محدودیت کالری فراهم می‌کند.

## عملکردها

### گرسنگی مواد مغذی
اتوفاژی نقش‌هایی در عملکردهای مختلف سلولی دارد. یک مثال خاص در مخمرها است، جایی که گرسنگی مواد مغذی سطح بالایی از اتوفاژی را القا می‌کند. این امر به پروتئین‌های غیرضروری اجازه می‌دهد تا تخریب شوند و اسیدهای آمینه برای سنتز پروتئین‌هایی که برای بقا ضروری هستند، بازیافت شوند. در یوکاریوت‌های بالاتر، اتوفاژی در پاسخ به تخلیه مواد مغذی که در حیوانات هنگام تولد پس از قطع منبع غذایی ترانس‌پلاسنتال رخ می‌دهد، و همچنین در سلول‌ها و بافت‌های کشت‌شده محروم از مواد مغذی القا می‌شود. سلول‌های مخمر جهش‌یافته که توانایی اتوفاژی کاهش یافته‌ای دارند، به سرعت در شرایط کمبود تغذیه از بین می‌روند. مطالعات بر روی جهش‌یافته‌های apg نشان می‌دهد که اتوفاژی از طریق اجسام اتوفاژی برای تخریب پروتئین در واکوئل‌ها در شرایط گرسنگی ضروری است، و حداقل ۱۵ ژن APG در اتوفاژی در مخمر نقش دارند. ژنی به نام ATG7 در اتوفاژی با واسطه مواد مغذی دخیل بوده است، زیرا مطالعات موشی نشان داده است که اتوفاژی ناشی از گرسنگی در موش‌های فاقد atg7 مختل شده است.

### عفونت
اعتقاد بر این است که ویروس استوماتیت وزیکولی توسط اتوفاگوزوم از سیتوزول گرفته شده و به اندوزومها منتقل می‌شود، جایی که تشخیص توسط یک گیرنده تشخیص الگو به نام گیرنده Toll-like 7 انجام می‌شود و آران‌ای تک‌رشته‌ای را شناسایی می‌کند. پس از فعال شدن گیرنده Toll-like، آبشارهای سیگنال‌دهی داخل سلولی آغاز می‌شوند که منجر به القای اینترفرون و سایر سیتوکینهای ضدویروسی می‌شوند. زیرمجموعه‌ای از ویروس‌ها و باکتری‌ها مسیر اتوفاژی را برای تقویت تکثیر خود منحرف می‌کنند. اخیراً گالکتین-8 به عنوان یک "گیرنده خطر" داخل سلولی شناسایی شده است که قادر به شروع اتوفاژی در برابر پاتوژن‌های داخل سلولی است. هنگامی که گالکتین-8 به یک واکوئل آسیب‌دیده متصل می‌شود، یک آداپتور اتوفاژی مانند NDP52 را جذب می‌کند که منجر به تشکیل یک اتوفاگوزوم و تخریب باکتریایی می‌شود.

### سازوکار ترمیم
اتوفاژی اندامک‌های آسیب‌دیده، غشاهای سلولی و پروتئین‌ها را تخریب می‌کند، و تصور می‌شود که اتوفاژی ناکافی یکی از دلایل اصلی تجمع سلول‌های آسیب‌دیده و پیری است. اتوفاژی و تنظیم‌کننده‌های اتوفاژی در پاسخ به آسیب لیزوزومی، که اغلب توسط گالکتینها مانند گالکتین-3 و گالکتین-8 هدایت می‌شود، نقش دارند.
ترمیم DNA آسیب‌دیده شامل جذب آنزیم‌ها به محل آسیب‌دیده است، اما این آنزیم‌ها باید پس از تکمیل فرایند ترمیم حذف شوند. کمپلکس برش توپوایزومراز I در پردازش آسیب‌های DNA (به عنوان مثال، اتصالات متقابل DNA-پروتئین) در مهره‌داران به کار گرفته می‌شود، و این کمپلکس به طور انتخابی توسط اتوفاژی تخریب می‌شود، احتمالاً پس از اینکه دیگر مورد نیاز نیست.

### مرگ سلولی برنامه‌ریزی‌شده
یکی از مکانیسم‌های مرگ سلولی برنامه‌ریزی‌شده (PCD) با ظهور اتوفاگوزوم‌ها مرتبط است و به پروتئین‌های اتوفاژی بستگی دارد. این شکل از مرگ سلولی به احتمال زیاد مربوط به فرایندی است که از نظر مورفولوژیکی به عنوان PCD اتوفاژی تعریف شده است. با این حال، یک سؤال که دائماً مطرح می‌شود این است که آیا فعالیت اتوفاژی در سلول‌های در حال مرگ علت مرگ است یا در واقع تلاشی برای جلوگیری از آن است. مطالعات مورفولوژیکی و بافت‌شیمیایی تاکنون رابطه سببی بین فرایند اتوفاژی و مرگ سلولی را ثابت نکرده‌اند. در واقع، اخیراً استدلال‌های قوی وجود داشته است که فعالیت اتوفاژی در سلول‌های در حال مرگ ممکن است در واقع یک سازوکار بقا باشد. مطالعات مربوط به دگردیسی حشرات سلول‌هایی را نشان داده است که نوعی PCD را تجربه می‌کنند که به نظر می‌رسد با سایر اشکال متفاوت است. اینها به عنوان نمونه‌هایی از مرگ سلولی اتوفاژی پیشنهاد شده‌اند. مطالعات دارویی و بیوشیمیایی اخیر پیشنهاد کرده‌اند که اتوفاژی بقا و کشنده را می‌توان بر اساس نوع و درجه سیگنال‌دهی تنظیمی در طول استرس، به ویژه پس از عفونت ویروسی، متمایز کرد. اگرچه امیدوارکننده است، اما این یافته‌ها در سیستم‌های غیرویروسی بررسی نشده‌اند.

### میوز
اووسیت‌های جنینی پستانداران در طول مراحل پروفاز I میوز قبل از مونتاژ فولیکول اولیه با چالش‌های متعددی برای بقا روبرو هستند. هر فولیکول اولیه حاوی یک اووسیت اولیه نابالغ است. قبل از اینکه اووسیت‌ها در یک فولیکول اولیه محصور شوند، کمبود مواد مغذی یا فاکتورهای رشد ممکن است اتوفاژی محافظتی را فعال کند، اما اگر گرسنگی طولانی شود، می‌تواند به مرگ اووسیت‌ها تبدیل شود.

## ورزش
اتوفاژی برای هومئوستازی پایه ضروری است. همچنین در حفظ ماهیچه هومئوستازی در طول ورزش بدنی بسیار مهم است. اتوفاژی در سطح مولکولی تنها تا حدی درک شده است. مطالعه‌ای بر روی موش‌ها نشان می‌دهد که اتوفاژی برای خواسته‌های همیشه در حال تغییر نیازهای تغذیه‌ای و انرژی آنها، به ویژه از طریق مسیرهای متابولیکی کاتابولیسم پروتئین، مهم است. در یک مطالعه سال ۲۰۱۲ که توسط مرکز پزشکی دانشگاه تگزاس ساوث‌وسترن در دالاس انجام شد، موش‌های جهش‌یافته (با جهش knock-in سایت‌های فسفوریلاسیون BCL2 برای تولید فرزندانی که سطوح طبیعی اتوفاژی پایه را نشان می‌دهند، اما در اتوفاژی ناشی از استرس دچار نقص بودند) برای به چالش کشیدن این نظریه آزمایش شدند. نتایج نشان داد که در مقایسه با گروه کنترل، این موش‌ها کاهش استقامت و تغییر متابولیسم گلوکز را در طول ورزش حاد نشان دادند.
مطالعه دیگری نشان داد که فیبرهای ماهیچه اسکلتی کلاژن VI در موش ناک‌اوت علائم تخریب را به دلیل نارسایی اتوفاژی نشان دادند که منجر به تجمع میتوکندری‌های آسیب‌دیده و مرگ سلولی بیش از حد شد. با این حال، اتوفاژی ناشی از ورزش ناموفق بود. اما زمانی که اتوفاژی به طور مصنوعی پس از ورزش القا شد، از تجمع اندامک‌های آسیب‌دیده در فیبرهای عضلانی فاقد کلاژن VI جلوگیری شد و هومئوستازی سلولی حفظ شد. هر دو مطالعه نشان می‌دهند که القای اتوفاژی ممکن است به اثرات متابولیکی مفید ورزش کمک کند و برای حفظ هومئوستازی عضلات در طول ورزش، به ویژه در فیبرهای کلاژن VI ضروری است.
کار در مؤسسه زیست‌شناسی سلولی، دانشگاه بن، نشان داد که نوع خاصی از اتوفاژی، یعنی اتوفاژی انتخابی با کمک شپرون (CASA)، در عضلات منقبض القا می‌شود و برای حفظ سارکومر عضلانی تحت کشش مکانیکی مورد نیاز است. کمپلکس شپرون CASA اجزای اسکلت سلولی آسیب‌دیده مکانیکی را تشخیص می‌دهد و این اجزا را از طریق یک مسیر مرتب‌سازی اتوفاژی وابسته به یوبیکوییتین به لیزوزوم‌ها برای دفع هدایت می‌کند. این برای حفظ فعالیت عضلات ضروری است.

## آرتروز
از آنجا که اتوفاژی با افزایش سن کاهش می‌یابد و سن یک عامل خطر عمده برای آرتروز است، نقش اتوفاژی در ایجاد این بیماری پیشنهاد شده است. پروتئین‌های دخیل در اتوفاژی با افزایش سن در غضروف مفصلی انسان و موش کاهش می‌یابند. آسیب مکانیکی به پیوندهای غضروفی در کشت نیز پروتئین‌های اتوفاژی را کاهش داد. اتوفاژی به طور مداوم در غضروف طبیعی فعال می‌شود، اما با افزایش سن به خطر می‌افتد و مقدم بر مرگ سلولی غضروف و آسیب ساختاری است. بنابراین اتوفاژی در یک فرایند محافظتی طبیعی (کندروپروتکشن) در مفصل نقش دارد.

## سرطان
سرطان اغلب زمانی رخ می‌دهد که چندین مسیر مختلف که تمایز سلولی را تنظیم می‌کنند، مختل شوند. اتوفاژی نقش مهمی در سرطان ایفا می‌کند - هم در محافظت در برابر سرطان و هم به طور بالقوه در کمک به رشد سرطان. اتوفاژی می‌تواند با تقویت بقای سلول‌های تومور که گرسنه شده‌اند یا میانجی‌های آپوپتوزی را از طریق اتوفاژی تخریب می‌کنند، به سرطان کمک کند: در چنین مواردی، استفاده از مهارکننده‌های مراحل پایانی اتوفاژی (مانند کلروکین) بر روی سلول‌هایی که از اتوفاژی برای بقا استفاده می‌کنند، تعداد سلول‌های سرطانی کشته شده توسط داروهای ضد نئوپلاستیک را افزایش می‌دهد.
نقش اتوفاژی در سرطان نقشی است که به شدت مورد تحقیق و بررسی قرار گرفته است. شواهدی وجود دارد که نقش اتوفاژی را هم به عنوان یک سرکوبگر تومور و هم به عنوان یک عامل در بقای سلول‌های تومور تأکید می‌کند. با این حال، تحقیقات اخیر نشان داده است که اتوفاژی به احتمال زیاد به عنوان یک سرکوبگر تومور طبق چندین مدل استفاده می‌شود.

### سرکوبگر تومور
چندین آزمایش با موش‌ها و Beclin1 مختلف، پروتئینی که اتوفاژی را تنظیم می‌کند، انجام شده است. هنگامی که ژن Beclin1 برای هتروزیگوت (Beclin 1+/-) تغییر یافت، مشخص شد که موش‌ها مستعد تومور هستند. با این حال، هنگامی که Beclin1 بیش از حد بیان شد، رشد تومور مهار شد. با این حال، هنگام تفسیر فنوتیپ‌های جهش‌یافته‌های بکلین و نسبت دادن مشاهدات به نقص در اتوفاژی، باید دقت کرد: Beclin1 به طور کلی برای تولید فسفاتیدیل اینوزیتول 3-فسفات مورد نیاز است و به همین ترتیب بر عملکردهای متعدد لیزوزومی و اندوزومی، از جمله اندوسیتوز و تخریب اندوسیتوزی گیرنده‌های فاکتور رشد فعال شده تأثیر می‌گذارد. در حمایت از این احتمال که Beclin1 از طریق یک مسیر مستقل از اتوفاژی بر رشد سرطان تأثیر می‌گذارد، این واقعیت است که عوامل اصلی اتوفاژی که مشخص نیست بر سایر فرایندهای سلولی تأثیر بگذارند و قطعاً مشخص نیست که بر تکثیر سلولی و مرگ سلولی تأثیر بگذارند، مانند Atg7 یا Atg5، هنگام حذف ژن مربوطه، فنوتیپ بسیار متفاوتی را نشان می‌دهند، که شامل تشکیل تومور نمی‌شود. علاوه بر این، حذف کامل Beclin1 کشنده جنینی است در حالی که حذف Atg7 یا Atg5 اینطور نیست.
نکروز و التهاب مزمن نیز نشان داده شده است که از طریق اتوفاژی محدود می‌شود که به محافظت در برابر تشکیل سلول‌های تومور کمک می‌کند.

### سرطان کولورکتال
شیوع سرطان کولورکتال با رژیم غذایی پرچرب مرتبط است و چنین رژیم غذایی با افزایش سطح اسید صفراوی در روده بزرگ، به ویژه اسید دئوکسی کولیک مرتبط است. اسید دئوکسی کولیک اتوفاژی را در سلول‌های اپیتلیال غیرسرطانی روده بزرگ القا می‌کند و این القای اتوفاژی به بقای سلول‌ها در هنگام استرس سلول‌ها کمک می‌کند. همچنین اتوفاژی یک مسیر بقا است که به طور ساختاری در سلول‌های سرطانی روده بزرگ مقاوم به آپوپتوز وجود دارد. فعال‌سازی ساختاری اتوفاژی در سلول‌های سرطانی روده بزرگ، بنابراین یک استراتژی بقای سلول‌های سرطانی روده بزرگ است که باید در درمان سرطان روده بزرگ بر آن غلبه کرد.

### سازوکار مرگ سلولی
سلول‌هایی که مقدار زیادی استرس را تجربه می‌کنند، مرگ سلولی را از طریق آپوپتوز یا نکروز تجربه می‌کنند. فعال‌سازی طولانی‌مدت اتوفاژی منجر به نرخ گردش بالای پروتئین‌ها و اندامک‌ها می‌شود. نرخ بالا بالاتر از آستانه بقا ممکن است سلول‌های سرطانی را با آستانه آپوپتوزی بالا از بین ببرد. این روش می‌تواند به عنوان یک درمان درمانی سرطان مورد استفاده قرار گیرد.

### بقای سلول تومور
متناوباً، اتوفاژی همچنین نشان داده شده است که نقش زیادی در بقای سلول‌های تومور ایفا می‌کند. در سلول‌های سرطانی، اتوفاژی به عنوان راهی برای مقابله با استرس روی سلول استفاده می‌شود. القای اتوفاژی توسط miRNA-4673، به عنوان مثال، یک سازوکار طرفدار بقا است که مقاومت سلول‌های سرطانی به تشعشع را بهبود می‌بخشد. هنگامی که این ژن‌های مرتبط با اتوفاژی مهار شدند، مرگ سلولی تقویت شد. افزایش انرژی متابولیکی با عملکردهای اتوفاژی جبران می‌شود. این استرس‌های متابولیکی شامل هیپوکسی، محرومیت از مواد مغذی و افزایش تکثیر است. این استرس‌ها اتوفاژی را به منظور بازیافت ATP و حفظ بقای سلول‌های سرطانی فعال می‌کنند. نشان داده شده است که اتوفاژی رشد مداوم سلول‌های تومور را با حفظ تولید انرژی سلولی امکان‌پذیر می‌کند. با مهار ژن‌های اتوفاژی در این سلول‌های تومور، پسرفت تومور و بقای طولانی‌تر اندام‌های آسیب‌دیده توسط تومورها مشاهده شد. علاوه بر این، نشان داده شده است که مهار اتوفاژی اثربخشی درمان‌های ضد سرطان را نیز افزایش می‌دهد.

### هدف درمانی
پیشرفت‌های جدید در تحقیقات نشان داده است که اتوفاژی هدفمند ممکن است یک راه حل درمانی مناسب در مبارزه با سرطان باشد. همانطور که در بالا بحث شد، اتوفاژی هم در سرکوب تومور و هم در بقای سلول‌های تومور نقش دارد. بنابراین، از ویژگی‌های اتوفاژی می‌توان به عنوان استراتژی برای پیشگیری از سرطان استفاده کرد. استراتژی اول القای اتوفاژی و افزایش ویژگی‌های سرکوب تومور آن است. استراتژی دوم مهار اتوفاژی و در نتیجه القای آپوپتوز است.
استراتژی اول با بررسی اثرات ضدتوموری پاسخ به دوز در طول درمان‌های ناشی از اتوفاژی آزمایش شده است. این درمان‌ها نشان داده‌اند که اتوفاژی به روشی وابسته به دوز افزایش می‌یابد. این امر مستقیماً با رشد سلول‌های سرطانی به روشی وابسته به دوز نیز مرتبط است. این داده‌ها از توسعه درمان‌هایی که اتوفاژی را تشویق می‌کنند، حمایت می‌کنند. ثانیاً، مهار مسیرهای پروتئینی که مستقیماً برای القای اتوفاژی شناخته شده‌اند نیز ممکن است به عنوان یک درمان ضد سرطان عمل کند.
استراتژی دوم بر این ایده استوار است که اتوفاژی یک سیستم تخریب پروتئین است که برای حفظ هومئوستازی استفاده می‌شود و یافته‌هایی مبنی بر اینکه مهار اتوفاژی اغلب منجر به آپوپتوز می‌شود. مهار اتوفاژی خطرناک‌تر است زیرا ممکن است به جای مرگ سلولی مطلوب، منجر به بقای سلول شود.

### تنظیم‌کننده‌های منفی اتوفاژی
تنظیم‌کننده‌های منفی اتوفاژی، مانند mTOR، cFLIP، EGFR، (GAPR-1) و روبیکون برای عملکرد در مراحل مختلف آبشار اتوفاژی هماهنگ شده‌اند. محصولات نهایی هضم اتوفاژی نیز ممکن است به عنوان یک سازوکار تنظیمی بازخورد منفی برای متوقف کردن فعالیت طولانی‌مدت عمل کنند.

## رابط بین التهاب و اتوفاژی
تنظیم‌کننده‌های اتوفاژی تنظیم‌کننده‌های التهاب را کنترل می‌کنند و بالعکس.
سلول‌های موجودات مهره‌دار به طور معمول التهاب را برای افزایش ظرفیت سیستم ایمنی برای پاکسازی عفونت‌ها و شروع فرایندهایی که ساختار و عملکرد بافت را بازیابی می‌کنند، فعال می‌کنند. بنابراین، جفت کردن تنظیم مکانیسم‌ها برای حذف بقایای سلولی و باکتریایی با عوامل اصلی که التهاب را تنظیم می‌کنند، بسیار مهم است: تخریب اجزای سلولی توسط لیزوزوم در طول اتوفاژی به بازیافت مولکول‌های حیاتی و ایجاد مجموعه‌ای از بلوک‌های ساختمانی برای کمک به سلول برای پاسخ به یک محیط میکرو در حال تغییر کمک می‌کند. پروتئین‌هایی که التهاب و اتوفاژی را کنترل می‌کنند، شبکه‌ای را تشکیل می‌دهند که برای عملکردهای بافتی حیاتی است و در سرطان دچار اختلال می‌شود:
در سلول‌های سرطانی، پروتئین‌های جهش‌یافته و با بیان غیرطبیعی، وابستگی بقای سلول به شبکه "سیم‌کشی مجدد" سیستم‌های پروتئولیتیک را افزایش می‌دهند که از سلول‌های بدخیم در برابر پروتئین‌های آپوپتوزی و شناسایی توسط سیستم ایمنی محافظت می‌کند. این امر سلول‌های سرطانی را در برابر مداخله در تنظیم‌کننده‌های اتوفاژی آسیب‌پذیر می‌کند.

## دیابت نوع ۲
فعالیت بیش از حد شکل کرینوفاژی اتوفاژی در سلول‌های بتای تولیدکننده انسولین لوزالمعده می‌تواند مقدار انسولین موجود برای ترشح را کاهش دهد و منجر به دیابت نوع ۲ شود.